# 屈梁生
屈梁生（1931年3月17日—2007年12月7日），江苏常熟人，机器质量控制与监控诊断专家，中国工程院院士，西安交通大学机械工程学院教授。

## 履历[1]
- 1952年，于交通大学毕业。
- 2003年，当选中国工程院院士。